# Katikati
Katikati város Új-Zéland Északi-szigetén az Uretara-patak mentén, egy árapály által kialakított öböl közelében, Tauranga kikötőjének északi végén, Waihitól 28 kilométerre délre és Taurangától 40 kilométerre északnyugatra. A 2-es állami főút áthalad a városon; egy elkerülő út építése, amelyet a tervek szerint 2008-ban kezdtek volna el, jelenleg függőben van.
Katikati a középületek falaira festett számos falfestményéről vált ismertté. Ezek az 1990-es években kezdtek el megjelenni abból a célból, hogy felélénkítsék a város és a kerület iránti turisztikai érdeklődést, ez vezetett ahhoz, hogy a város 2005-ben elnyerte a Keep New Zealand Beautiful Society által adományozott Új-Zéland legszebb kisvárosa díjat a 8000 főnél kisebb lakosságú városok között.
Katikati 2018-ban Új-Zéland avokádófővárosának nevezték el. Az avokádóültetvények mellett számos kivigyümölcsös található a városban és környékén. Katikatitól három kilométerre délre, a Sapphire Springsnél forróvizes források fakadnak.

## Története

### Az európaiak megjelenése előtt
Az európaiak megjelenése előtt Katikati egy maori közösség volt, amely a waka Mātaatuából származott, és a taurangai törzsi csoporthoz, a Ngāi Te Rangihoz kötődik. 1875-ben az írországi Tyrone megyéből származó ulsteri skótok telepedtek itt le az Orange Institution szervezésében.

### Az európaiak megjelenése
A földet, amelyre a város épült, az új-zélandi háborúk után vették el a helyi maoriktól, és a központi kormány a telepeseknek adta. A települést az angol George Vesey Stewart alapította, aki két, többnyire ír telepesekből álló csoportot vitt oda a Carisbrook Castle (1875) és a Lady Jocelyn (1878) hajókon.
A település két különböző csoportból alakult ki: a „hasznos telepesekéből” (bérlő farmerek) és a „díszes telepesekéből” (vagyonosok). A településnek sikerült túljutnia a korai gazdasági problémákon, és egészséges várossá fejlődött, amelynek alapja a mezőgazdaság és a földművelés volt. A 19. század második felében a kaurigumi-kitermelés fontos iparággá vált a térségben. Katikati volt az egyik legdélebbi terület, ahol a kaurigumit még meg lehetett találni, mivel közel van a történelmi déli határhoz, ahol a kauri fák még megéltek.

### Maori gyülekezeti helyek
Katikati területén két maori gyülekezeti hely (marae) található. A Te Rere a Tukahia Marae és annak Tamawhariua gyülekezeti háza a Ngāi Tamawhariua Ngāi Te Rangi klánjához (hapū) tartozik. A Tuapiro Marae és annak Ngā Kurī a Wharei gyülekezeti háza a Ngāti Te Wai Ngāti Ranginui klánjához tartozik.

## Közlekedés
Katikati a 2-es számú állami főút mentén található. Tervek léteznek egy Katikatit elkerülő út építéséről, két körforgalmat is magában foglaló fejlesztéssel.
Katikatit korábban érintette az East Coast Main Trunk vasútvonal. A vasútvonal 1978 szeptemberében szűnt meg, amikor a Kaimai alagút megnyílt. Az Apatától Paeroáig tartó vasútvonal 1980-ig működött. Voltak ugyan javaslatok az Apata és Katikati közötti vasúti szakasz megtartására, ám később mégis lebontották.

## Demográfiai adatok
Katikati területe 9,53 km², becsült lakossága 2022 júniusában 5530 fő volt, népsűrűsége 580 fő/km².
Katikati lakossága a 2018-as új-zélandi népszámláláskor 5010 fő volt, ami 915 fővel (22,3%) több a 2013-as népszámláláshoz, és 1386 fővel (38,2%) több a 2006-os népszámláláshoz képest. A 2034 háztartásból 2382 férfi és 2625 nő volt, ami 0,91 férfi/nő arányt jelent. A medián életkor 53,1 év volt (szemben az országos 37,4 évvel), a 15 év alattiak száma 795 fő (15,9%), a 15-29 éveseké 693 fő (13,8%), a 30-64 éveseké 1596 fő (31,9%), a 65 éves vagy idősebbeké pedig 1923 fő (38,4%).
Az etnikai hovatartozás szerint 78,7% európai/egyéb fehér, 11,5% maori, 5,8% csendes-óceáni, 11,4% ázsiai és 1,1% egyéb etnikumú volt. Az emberek egynél több etnikai csoporthoz is tartozhatnak.
A tengerentúlon születettek aránya 28,3 százalék volt, míg országosan 27,1 százalék.
Bár néhányan nem válaszoltak a népszámlálás vallási hovatartozásra vonatkozó kérdésére, 43,4%-nak nincs vallása vagy nem nyilatkozott, 36,5% keresztény, 1,0% maori vallású, 3,4% hindu, 0,2% muszlim, 0,7% buddhista és 6,2% egyéb vallású volt.
A legalább 15 évesek közül 492 fő (11,7%) rendelkezett alap- vagy felsőfokú végzettséggel, 1071 fő (25,4%) pedig nem rendelkezett hivatalos képesítéssel. A medián jövedelem 22 800 dollár volt, szemben az országos 31 800 dollárral. 255 fő (6,0%) keresett több mint 70 000 dollárt, míg országosan 17,2%. A legalább 15 évesek foglalkoztatási státusza a következő volt: 1377 (32,7%) fő teljes munkaidőben, 546 (13,0%) részmunkaidőben, 105 (2,5%) pedig munkanélküliként dolgozott.

## Fordítás
- Ez a szócikk részben vagy egészben  a   Katikati című angol Wikipédia-szócikk ezen változatának fordításán alapul.  Az eredeti cikk szerkesztőit annak laptörténete sorolja fel. Ez a jelzés csupán a megfogalmazás eredetét és a szerzői jogokat jelzi, nem szolgál a cikkben szereplő információk forrásmegjelöléseként.